# Albert von Dörnberg
Albert Heinrich Leopold Freiherr von Dörnberg (* 15. Oktober 1824 in Schleusingen; † 16. Oktober 1915 in Königsberg) war ein preußischer Beamter und Abgeordneter.

## Familie
Albert war ein Sohn des Oberforstmeisters Karl von Dörnberg (1796–1873) und dessen Ehefrau Emma, geborene von Rohr (1802–1877). Seine Brüder Hermann und Ferdinand schlugen eine Militärkarriere in der Preußischen Armee ein und brachten es bis zum Generalleutnant. Sein Bruder Heinrich (1831–1905) war Historienmaler. Julius (1837–1922), sein anderer Bruder, war Landrat des Landkreises Kassel.
Er selbst heiratete am 12. Mai 1862 Emilie Poensgen (1836–1902), eine Schwester des  Düsseldorfer Industriellen Carl Poensgen, Tochter des Hüttenbesitzers Carl Poensgen, sen. (1802–1848) aus Schleiden. Das Paar hatte folgende Kinder:
- Karl (1863–1929), Verwaltungsjurist, ⚭ 1903 Frida Freiin von Massenbach (* 1875)
- Emma (* 1864)
- Anna (* 19. März 1866 in Siegen; † 19. Oktober 1956 in Kaufbeuren) ⚭ 1891 Wilhelm Ruer (1848–1932), Landgerichtsdirektor
- Elisabeth (* 1868) ⚭ 1902 Otto von Krogh
- Ernst (1873–1926) ⚭ 1899 Elsa Wiegers (* 1880)
- Martha (1875–1936) ⚭ 1899 Hans von Sperber († 1936 durch Unglücksfall)
- Maria (* 1878) ⚭ 1900 Walter von Hippel (1872–1936), späterer Generallandschaftsdirektor von Ostpreußen

## Leben
Dörnberg besuchte die Gymnasien in Siegen und Potsdam sowie das Gymnasium Laurentianum in Arnsberg. Dort hat er auch das Abitur abgelegt. Danach studierte er Rechtswissenschaften in Heidelberg und Berlin. Er war Mitglied der Burschenschaft „Lumpia“, dann 1845 der Burschenschaft „Rupertia Heidelberg“. Dörnberg leistete ab 1846 den üblichen Vorbereitungsdienst für den preußischen Gerichts- und Staatsdienst ab. Ab 1853 war er Regierungsassessor in Arnsberg. Zwischen 1855 und 1876 war Dörnberg Landrat des Kreises Siegen. Er war auch Vorsitzender des landwirtschaftlichen Kreisvereins Siegen. Daneben war er auch kurzzeitig im preußischen Handelsministerium tätig. Ab 1876 war er Oberregierungsrat und zuständig für Kirchen- und Schulsachen bei der Regierung in Oppeln. Außerdem war er vortragender Rat im Range eines Geheimen Regierungsrates im preußischen Ministerium des Inneren. Ab 1886 war Dörnberg Präsident des Konsistoriums der evangelischen Kirche für die Provinz Ostpreußen. Im Jahr 1904 trat er in den Ruhestand.
Neben seiner beruflichen Tätigkeit war Dörnberg auch politisch aktiv. Er war Mitglied des Preußischen Abgeordnetenhauses. Zwischen 1867 und 1870 gehörte er dem Reichstag des Norddeutschen Bundes an. 1871 bis 1874 war er Mitglied des Deutschen Reichstags, hier gehörte er der Fraktion der Freikonservativen Partei an und vertrat den Wahlkreis Regierungsbezirk Arnsberg 1 (Wittgenstein – Siegen – Biedenkopf.

## Schriften
- Die landwirtschaftlich-statistische Beschreibung des Kreises Siegen. 1861.
- Statistische Nachrichten über den Kreis Siegen aus den Jahren 1860–65. 1865.